# Куршман, Генрих
Генрих Куршман (нем. Heinrich Curschmann; 28 июня 1846, Гисен, Гессен — 6 мая 1910, Лейпциг, Королевство Саксония) — немецкий врач-терапевт.

## Биография
Родился 28 июня 1846 года в Гисене — сын учителя Иоганна Генриха Куршмана (1818—1902) и Анны Марии Вильгельм (1822—1888).
В 1863—1868 годах изучал медицину в Гиссенском университете. Работал ассистентом врача в Майнце, затем, с 1871 года — в больницах в Берлине-Моабите. В 1879 году был назначен медицинским директором и главой государственных больниц в Гамбурге. В Гамбурге с 1884 года он отвечал за строительство клиники Эппендорф. До окончательного завершения строительства зданий больницы, он оставил свой пост, став профессором патологии и терапии в Лейпцигском университете.
Написал: «Mitteilungen über das neue Allgemeine Krankenhaus zu Hamburg-Eppendorf» (с Deneke, Брауншвейг, 1889). «Entwickelung der Krankenpflege und des Klinischen Unterrichts» (Лейпциг, 1889) и др. В 1886—1892 годах он был одним из издателей «Fortschritte der Medizin» и с 1893 года стал издавать ежегодник: «Aus der medizinischen Klinik zu Leipzig».
В 1892 году он был избран членом Леопольдины.
Похоронен на Южном кладбище.
В 1872 году в Берлине женился на Маргарете Лоде (1847—1915). Имел сыновей Фрица (1874—1946) и Ганса (1875—1950) и дочь.